# Major League Soccer 2001
Navigation
Édition précédente Édition suivante
La Major League Soccer 2001 est la 6e saison de la Major League Soccer, le championnat professionnel de football (soccer) des États-Unis. À noter que la saison régulière est raccourcie à la suite des attentats du 11 septembre 2001. Les séries éliminatoires se déroulant eux normalement.
Le vainqueur du championnat se qualifie pour la Coupe des champions de la CONCACAF 2002.

## Les 12 franchises participantes

### Carte
| Fire de Chicago Rapids du Colorado Crew de Columbus D.C. United Burn de Dallas Wizards de Kansas City Galaxy de Los Angeles Mutiny de Tampa Bay Fusion de Miami Revolution de la Nouvelle-Angleterre MetroStars Earthquakes · de San José |

| Division Ouest - Rapids du Colorado - Wizards de Kansas City - Galaxy de Los Angeles - Earthquakes de San José | Division Centre - Fire de Chicago - Crew de Columbus - Burn de Dallas - Mutiny de Tampa Bay | Division Est - D.C. United - Revolution de la Nouvelle-Angleterre - Fusion de Miami - MetroStars |

### Stades
| Fire de Chicago  | Rapids du Colorado | Crew de Columbus      | D.C. United          |
| ---------------- | ------------------ | --------------------- | -------------------- |
| Soldier Field    | Mile High Stadium  | Columbus Crew Stadium | RFK Memorial Stadium |
| Capacité: 61.500 | Capacité: 76.273   | Capacité: 22.555      | Capacité: 46.000     |
|                  |                    |                       |                      |

| Burn de Dallas   | Wizards de Kansas City | Galaxy de Los Angeles | Fusion de Miami  |
| ---------------- | ---------------------- | --------------------- | ---------------- |
| Cotton Bowl      | Arrowhead Stadium      | Rose Bowl             | Lockhart Stadium |
| Capacité: 92.100 | Capacité: 81.425       | Capacité: 92.542      | Capacité: 20.450 |
|                  |                        |                       |                  |

| MetroStars       | Revolution de la Nouvelle-Angleterre | Earthquakes de San José | Mutiny de Tampa Bay   |
| ---------------- | ------------------------------------ | ----------------------- | --------------------- |
| Giants Stadium   | Foxboro Stadium                      | Spartan Stadium         | Raymond James Stadium |
| Capacité: 80.200 | Capacité: 60.292                     | Capacité: 30.456        | Capacité: 65.857      |
|                  |                                      |                         |                       |

### Entraîneurs
Quatre équipes changent d'entraîneur durant l'intersaison. Ainsi, Glenn Myernick est remplacé par Tim Hankinson aux Rapids du Colorado, Mike Jeffries succède à Dave Dir au Burn de Dallas, Frank Yallop remplace Lothar Osiander aux Earthquakes de San José et au Mutiny de Tampa Bay Alfonso Mondelo succède à Tim Hankinson.
| Équipe                               | Entraîneur                                                                                      |
| ------------------------------------ | ----------------------------------------------------------------------------------------------- |
| Fire de Chicago                      | Bob Bradley                                                                                     |
| Rapids du Colorado                   | Tim Hankinson                                                                                   |
| Crew de Columbus                     | Tom Fitzgerald Greg Andrulis (17/05/2001)                                                       |
| D.C. United                          | Thomas Rongen                                                                                   |
| Burn de Dallas                       | Mike Jeffries                                                                                   |
| Wizards de Kansas City               | Bob Gansler                                                                                     |
| Galaxy de Los Angeles                | Sigi Schmid                                                                                     |
| Fusion de Miami                      | Ray Hudson                                                                                      |
| Revolution de la Nouvelle-Angleterre | Fernando Clavijo                                                                                |
| MetroStars                           | Octavio Zambrano                                                                                |
| Earthquakes de San José              | Frank Yallop                                                                                    |
| Mutiny de Tampa Bay                  | Alfonso Mondelo Perry Van der Beck et Jim McGeough (05/07/2001) Perry Van der Beck (13/07/2001) |

## Format de la compétition
- Les 12 équipes sont réparties en 3 divisions : Division Ouest (4 équipes), Division Centre (4 équipes) et la Division Est (4 équipes).
- Toutes les équipes disputent 28 rencontres qui se répartissent comme suit :
  - 4 rencontres (deux à domicile et deux à l'extérieur) contre chaque équipe de sa division
  - 2 rencontres (une à domicile et une à l'extérieur) contre les équipes des autres divisions
- En cas de match nul à la fin du temps réglementaire, une prolongation de deux périodes de cinq minutes avec mort subite a lieu et donne la victoire à l'équipe qui réussit à marquer. S'il n'y a pas de but, le match se termine par un nul pour les deux équipes.
- La victoire vaut donc 3 points qu'elle soit acquise ou non dans le temps réglementaire. Le match nul à l'issue de la prolongation rapporte 1 point. Toute défaite ne rapporte aucun point.
- La meilleure équipe de saison régulière a pour numéro le 1. L'équipe championne de division qui a le deuxième meilleur bilan est l'équipe numéro 2, la dernière équipe championne de division restant a pour numéro le 3. Les autres équipes sont classées de 4 à 8 selon leur performance.
- En cas d'égalité entre plusieurs équipes, la différence particulière est le premier critère de départage.

## Saison régulière

### Classements des divisions Ouest, Centre et Est
| Rang | Équipe                   | Pts | J  | G  | N | P  | Bp | Bc | Diff |
| ---- | ------------------------ | --- | -- | -- | - | -- | -- | -- | ---- |
| 1    | Galaxy de Los Angeles C  | 47  | 26 | 14 | 5 | 7  | 52 | 32 | +20  |
| 2    | Earthquakes de San José  | 45  | 26 | 13 | 6 | 7  | 47 | 29 | +18  |
| 3    | Wizards de Kansas City T | 36  | 27 | 11 | 3 | 13 | 33 | 53 | -20  |
| 4    | Rapids du Colorado       | 23  | 26 | 5  | 8 | 13 | 36 | 47 | -11  |

| Rang | Équipe              | Pts | J  | G  | N | P  | Bp | Bc | Diff |
| ---- | ------------------- | --- | -- | -- | - | -- | -- | -- | ---- |
| 1    | Fire de Chicago     | 53  | 27 | 16 | 5 | 6  | 50 | 30 | +20  |
| 2    | Crew de Columbus    | 45  | 26 | 13 | 6 | 7  | 49 | 36 | +13  |
| 3    | Burn de Dallas      | 35  | 26 | 10 | 5 | 11 | 48 | 47 | +1   |
| 4    | Mutiny de Tampa Bay | 14  | 27 | 4  | 2 | 21 | 32 | 68 | -36  |

| Rang | Équipe                               | Pts | J  | G  | N | P  | Bp | Bc | Diff |
| ---- | ------------------------------------ | --- | -- | -- | - | -- | -- | -- | ---- |
| 1    | Fusion de Miami                      | 53  | 26 | 16 | 5 | 5  | 57 | 36 | +21  |
| 2    | MetroStars                           | 42  | 26 | 13 | 3 | 10 | 38 | 35 | +3   |
| 3    | Revolution de la Nouvelle-Angleterre | 27  | 27 | 7  | 6 | 14 | 35 | 52 | -17  |
| 4    | D.C. United                          | 26  | 26 | 8  | 2 | 16 | 42 | 50 | -8   |

- MLS Supporters' Shield, champion de division et qualification en séries éliminatoires
- Champion de division et qualification en séries éliminatoires
- Franchise qualifiée pour les séries éliminatoires

T : Tenant du titre

C : Vainqueur de la Coupe des États-Unis de soccer 2001

### Classement général
La saison régulière est raccourcie à la suite des attentats du 11 septembre 2001. C'est donc la moyenne de points qui détermine en premier l'ordre des équipes pour les séries éliminatoires.
| Rang | Équipe                               | Pts | J  | G  | N | P  | Bp | Bc | Diff \|\| Moy. pts/m |      |
| ---- | ------------------------------------ | --- | -- | -- | - | -- | -- | -- | -------------------- | ---- |
| 1    | Fusion de Miami                      | 53  | 26 | 16 | 5 | 5  | 57 | 36 | +21                  | 2.04 |
| 2    | Fire de Chicago                      | 53  | 27 | 16 | 5 | 6  | 50 | 30 | +20                  | 1.96 |
| 3    | Galaxy de Los Angeles C              | 47  | 26 | 14 | 5 | 7  | 52 | 32 | +20                  | 1.81 |
| 4    | Crew de Columbus                     | 45  | 26 | 13 | 6 | 7  | 49 | 36 | +13                  | 1.73 |
| 5    | Earthquakes de San José              | 45  | 26 | 13 | 6 | 7  | 47 | 29 | +18                  | 1.73 |
| 6    | MetroStars                           | 42  | 26 | 13 | 3 | 10 | 38 | 35 | +3                   | 1.62 |
| 7    | Burn de Dallas                       | 35  | 26 | 10 | 5 | 11 | 48 | 47 | +1                   | 1.35 |
| 8    | Wizards de Kansas City T             | 36  | 27 | 11 | 3 | 13 | 33 | 53 | -20                  | 1.33 |
| 9    | Revolution de la Nouvelle-Angleterre | 27  | 27 | 7  | 6 | 14 | 35 | 52 | -17                  | 1.00 |
| 10   | D.C. United                          | 26  | 26 | 8  | 2 | 16 | 42 | 50 | -8                   | 1.00 |
| 11   | Rapids du Colorado                   | 23  | 26 | 5  | 8 | 13 | 36 | 47 | -11                  | 0.88 |
| 12   | Mutiny de Tampa Bay                  | 14  | 27 | 4  | 2 | 21 | 32 | 68 | -36                  | 0.52 |

- MLS Supporters' Shield, champion de division et qualification en séries éliminatoires
- Champion de division et qualification en séries éliminatoires
- Franchise qualifiée pour les séries éliminatoires

T : Tenant du titre

C : Vainqueur de la Coupe des États-Unis de soccer 2001

### Résultats
Source : Résultats de la saison

#### Matchs inter-conférences
| Résultats (▼dom., ►ext.)                                   | CHI  | COLO | COLU | DCU  | DAL  | KAN  | LA  | MET  | MIA | N-A | SJ   | TAM  |
| Fire de Chicago                                            |      | 1-0A |      | 2-0  |      | 2-0  | 3-4 | 3-1  | 1-2 | 1-1 | 1-1  |      |
| Rapids du Colorado                                         | 1-1  |      | Ann. | 3-1  | 3-6  |      |     | 1-1  | 0-1 | 0-1 |      | 2-1  |
| Crew de Columbus                                           |      | 3-3  |      | 2-1A |      | 0-3  | 1-1 | 2-1  | 0-0 | 4-1 | 2-1  |      |
| D.C. United                                                | 1-2  | 1-1  | 2-1  |      | Ann. | 3-2  | 0-3 |      |     |     | 2-3A | 5-1  |
| Burn de Dallas                                             |      | 0-1  |      | 3-0  |      | 3-0  | 0-0 | 3-0  | 2-6 | 1-1 | 0-2  |      |
| Wizards de Kansas City                                     | 0-7  |      | 1-3  | 0-3  | 3-2  |      |     | 1-0A | 2-1 | 2-0 |      | 3-0  |
| Galaxy de Los Angeles                                      | 1-3  |      | 0-2  | 1-0  | 0-0  |      |     | 2-0  | 3-0 | 2-0 |      | 5-1  |
| MetroStars                                                 | 0-1A | 1-0  | 0-1  |      | 3-2A | 4-1  | 2-0 |      |     |     | 0-0  | 1-3  |
| Fusion de Miami                                            | 2-1  | 2-1  | 4-3  |      | 4-2  | 5-1  | 3-3 |      |     |     | 2-1  | 3-1  |
| Revolution de la Nouvelle-Angleterre                       | 2-1A | 3-3  | 2-1  |      | 5-1  | 1-2A | 3-2 |      |     |     | 1-5  | 3-0  |
| Earthquakes de San José                                    | 0-1  |      | 2-2  | 4-0  | 0-1  |      |     | 2-0  | 1-1 | 3-2 |      | 2-1A |
| Mutiny de Tampa Bay                                        |      | 1-2  |      | 3-2  |      | 1-2  | 4-4 | 1-2A | 0-4 | 0-0 | 2-0  |      |
| - Victoire à domicile - Match nul - Victoire à l'extérieur |      |      |      |      |      |      |     |      |     |     |      |      |

#### Matchs intra-conférences

##### Division Ouest
| Résultats (▼dom., ►ext.)                                   | COLO | KAN  | LA  | SJ  | COLO | KAN | LA   | SJ   |
| Rapids du Colorado                                         |      | 0-0  | 2-3 | 1-2 |      | 2-2 | 0-2  | 3-1  |
| Wizards de Kansas City                                     | 3-2  |      | 2-1 | 0-0 | Ann. |     | 1-2A | 1-0  |
| Galaxy de Los Angeles                                      | 1-0  | 2-1A |     | 2-3 | 3-2A | 4-0 |      | Ann. |
| Earthquakes de San José                                    | 1-1  | 2-0  | 3-1 |     | 5-2  | 3-0 | Ann. |      |
| - Victoire à domicile - Match nul - Victoire à l'extérieur |      |      |     |     |      |     |      |      |

##### Division Centre
| Résultats (▼dom., ►ext.)                                   | CHI  | COLU | DAL  | TAM | CHI  | COLU | DAL  | TAM  |
| Fire de Chicago                                            |      | 1-0  | 2-1A | 2-0 |      | 2-1  | 2-2  | 3-1  |
| Crew de Columbus                                           | 1-1  |      | 2-2  | 6-1 | 3-0  |      | 3-0  | Ann. |
| Burn de Dallas                                             | 3-2A | 4-0  |      | 2-4 | Ann. | 1-2  |      | 3-0  |
| Mutiny de Tampa Bay                                        | 0-1  | 1-2  | 0-1  |     | 2-3A | 1-2  | 2-3A |      |
| - Victoire à domicile - Match nul - Victoire à l'extérieur |      |      |      |     |      |      |      |      |

##### Division Est
| Résultats (▼dom., ►ext.)                                   | DCU | MET | MIA | N-A  | DCU | MET  | MIA  | N-A |
| D.C. United                                                |     | 2-1 | 2-2 | 2-1  |     | 1-2  | Ann. | 5-0 |
| MetroStars                                                 | 3-2 |     | 2-1 | 2-1A | 2-1 |      | Ann. | 3-1 |
| Fusion de Miami                                            | 2-1 | 0-3 |     | 1-0  | 3-1 | 2-3A |      | 1-1 |
| Revolution de la Nouvelle-Angleterre                       | 1-3 | 1-1 | 0-1 |      | 2-1 | Ann. | 1-4  |     |
| - Victoire à domicile - Match nul - Victoire à l'extérieur |     |     |     |      |     |      |      |     |

A Quand un score est suivi d'une lettre, cela signifie que le match en question a été gagné en prolongation. Si le score inscrit est 3-2, cela signifie que l'équipe gagnante a marqué un but en or dans la prolongation après un match nul 2-2 dans le temps règlementaire.

## Séries éliminatoires

### Règlement
Pour la deuxième fois de l'histoire de la MLS, il n'y a pas de distinction de conférence entre les équipes. Ainsi, en quart de finale, l'équipe classée première de la phase régulière affronte la huitième, la deuxième affronte la septième, la troisième affronte la sixième et la quatrième affronte la cinquième.
Le tableau est organisé de la manière suivante:
- Équipe 1 - Équipe 8
- Équipe 4 - Équipe 5
- Équipe 2 - Équipe 7
- Équipe 3 - Équipe 6

Les quarts de finale et les demi-finales se déroulent avec match aller et match d'appui éventuel chez le terrain du mieux classé. En cas d'égalité à l'issue d'un match, une prolongation de deux périodes de cinq minutes est disputée avec le but en or. Si aucun but n'est marqué, le match s'achève sur un match nul. Une victoire dans le temps réglementaire ou en prolongation vaut 3 points, un match nul vaut 1 point, une défaite vaut 0 point. La première équipe à 6 points passe au tour suivant. Si aucune équipe n'est à 6 points à l'issue du troisième match, une prolongation avec but en or est disputée. 
En cas d'égalité de points à l'issue du match 3 d'une série (à l'issue du temps réglementaire ou de la prolongation), une prolongation de deux fois dix minutes avec but en or a lieu. S'il y a toujours match nul, une séance de tirs au but est alors disputée.
La finale MLS, se déroule sur un match au Columbus Crew Stadium de Columbus avec prolongation (but en or) et tirs au but pour départager si nécessaire les équipes. Le gagnant se qualifie pour les huitièmes de finale de la Coupe des champions de la CONCACAF 2002 ainsi que D.C. United finaliste de la Coupe des géants de la CONCACAF.

### Tableau
Pour les quarts et demi-finales, les points sont marqués. Entre parenthèses, sont marquées d'éventuelles morts subites à l'issue des 3 matchs. Pour la finale, le score de la rencontre est inscrit.
|  | Quarts de finale            | Quarts de finale            | Quarts de finale            | Quarts de finale            |                                    |                                    | Demi-finales         | Demi-finales         | Demi-finales         | Demi-finales         |  |  | MLS Cup 2001                                  | MLS Cup 2001                                  | MLS Cup 2001                                  | MLS Cup 2001                                  |
|  |                             |                             |                             |                             |                                    |                                    |                      |                      |                      |                      |  |  |                                               |                                               |                                               |                                               |
|  | 22, 26 et 29 septembre      | 22, 26 et 29 septembre      | 22, 26 et 29 septembre      | 22, 26 et 29 septembre      |                                    |                                    | 10, 14 et 17 octobre | 10, 14 et 17 octobre | 10, 14 et 17 octobre | 10, 14 et 17 octobre |  |  | 21 octobre, Columbus Crew Stadium de Columbus | 21 octobre, Columbus Crew Stadium de Columbus | 21 octobre, Columbus Crew Stadium de Columbus | 21 octobre, Columbus Crew Stadium de Columbus |
|  | 22, 26 et 29 septembre      | 22, 26 et 29 septembre      | 22, 26 et 29 septembre      | 22, 26 et 29 septembre      |                                    |                                    | 10, 14 et 17 octobre | 10, 14 et 17 octobre | 10, 14 et 17 octobre | 10, 14 et 17 octobre |  |  | 21 octobre, Columbus Crew Stadium de Columbus | 21 octobre, Columbus Crew Stadium de Columbus | 21 octobre, Columbus Crew Stadium de Columbus | 21 octobre, Columbus Crew Stadium de Columbus |
|  | (1) Fusion de Miami         | (1) Fusion de Miami         | 6                           | 6                           |                                    |                                    | 10, 14 et 17 octobre | 10, 14 et 17 octobre | 10, 14 et 17 octobre | 10, 14 et 17 octobre |  |  | 21 octobre, Columbus Crew Stadium de Columbus | 21 octobre, Columbus Crew Stadium de Columbus | 21 octobre, Columbus Crew Stadium de Columbus | 21 octobre, Columbus Crew Stadium de Columbus |
|  | (1) Fusion de Miami         | (1) Fusion de Miami         | 6                           | 6                           |                                    |                                    | 10, 14 et 17 octobre | 10, 14 et 17 octobre | 10, 14 et 17 octobre | 10, 14 et 17 octobre |  |  | 21 octobre, Columbus Crew Stadium de Columbus | 21 octobre, Columbus Crew Stadium de Columbus | 21 octobre, Columbus Crew Stadium de Columbus | 21 octobre, Columbus Crew Stadium de Columbus |
|  | (8) Wizards de Kansas City  | (8) Wizards de Kansas City  | 3                           | 3                           |                                    |                                    | 10, 14 et 17 octobre | 10, 14 et 17 octobre | 10, 14 et 17 octobre | 10, 14 et 17 octobre |  |  | 21 octobre, Columbus Crew Stadium de Columbus | 21 octobre, Columbus Crew Stadium de Columbus | 21 octobre, Columbus Crew Stadium de Columbus | 21 octobre, Columbus Crew Stadium de Columbus |
|  | (8) Wizards de Kansas City  | (8) Wizards de Kansas City  | 3                           | 3                           | (1) Fusion de Miami                | (1) Fusion de Miami                | 3                    | 3                    |                      |                      |  |  | 21 octobre, Columbus Crew Stadium de Columbus | 21 octobre, Columbus Crew Stadium de Columbus | 21 octobre, Columbus Crew Stadium de Columbus | 21 octobre, Columbus Crew Stadium de Columbus |
|  | 22 et 26 septembre          |                             |                             |                             | (1) Fusion de Miami                | (1) Fusion de Miami                | 3                    | 3                    |                      |                      |  |  | 21 octobre, Columbus Crew Stadium de Columbus | 21 octobre, Columbus Crew Stadium de Columbus | 21 octobre, Columbus Crew Stadium de Columbus | 21 octobre, Columbus Crew Stadium de Columbus |
|  |                             |                             | (5) Earthquakes de San José | (5) Earthquakes de San José | 6                                  | 6                                  |                      |                      |                      |                      |  |  | 21 octobre, Columbus Crew Stadium de Columbus | 21 octobre, Columbus Crew Stadium de Columbus | 21 octobre, Columbus Crew Stadium de Columbus | 21 octobre, Columbus Crew Stadium de Columbus |
|  | (4) Crew de Columbus        | (4) Crew de Columbus        | (5) Earthquakes de San José | (5) Earthquakes de San José | 6                                  | 6                                  | 0                    | 0                    |                      |                      |  |  | 21 octobre, Columbus Crew Stadium de Columbus | 21 octobre, Columbus Crew Stadium de Columbus | 21 octobre, Columbus Crew Stadium de Columbus | 21 octobre, Columbus Crew Stadium de Columbus |
|  | (4) Crew de Columbus        | (4) Crew de Columbus        | 10, 13 et 17 octobre        |                             |                                    |                                    | 0                    | 0                    |                      |                      |  |  | 21 octobre, Columbus Crew Stadium de Columbus | 21 octobre, Columbus Crew Stadium de Columbus | 21 octobre, Columbus Crew Stadium de Columbus | 21 octobre, Columbus Crew Stadium de Columbus |
|  | (5) Earthquakes de San José | (5) Earthquakes de San José | 6                           | 6                           |                                    |                                    |                      |                      |                      |                      |  |  | 21 octobre, Columbus Crew Stadium de Columbus | 21 octobre, Columbus Crew Stadium de Columbus | 21 octobre, Columbus Crew Stadium de Columbus | 21 octobre, Columbus Crew Stadium de Columbus |
|  | (5) Earthquakes de San José | (5) Earthquakes de San José | 6                           | 6                           | (5) Earthquakes de San José b.e.o. | (5) Earthquakes de San José b.e.o. | 2                    | 2                    |                      |                      |  |  |                                               |                                               |                                               |                                               |
|  | 20, 23 et 29 septembre      |                             |                             |                             | (5) Earthquakes de San José b.e.o. | (5) Earthquakes de San José b.e.o. | 2                    | 2                    |                      |                      |  |  |                                               |                                               |                                               |                                               |
|  |                             |                             | (3) Galaxy de Los Angeles   | (3) Galaxy de Los Angeles   | 1                                  | 1                                  |                      |                      |                      |                      |  |  |                                               |                                               |                                               |                                               |
|  | (2) Fire de Chicago         | (2) Fire de Chicago         | (3) Galaxy de Los Angeles   | (3) Galaxy de Los Angeles   | 1                                  | 1                                  | 7                    | 7                    |                      |                      |  |  |                                               |                                               |                                               |                                               |
|  | (2) Fire de Chicago         | (2) Fire de Chicago         |                             |                             |                                    |                                    |                      |                      |                      |                      |  |  |                                               |                                               |                                               |                                               |
|  | (7) Burn de Dallas          | (7) Burn de Dallas          | 1                           | 1                           |                                    |                                    |                      |                      |                      |                      |  |  |                                               |                                               |                                               |                                               |
|  | (7) Burn de Dallas          | (7) Burn de Dallas          | 1                           | 1                           | (2) Fire de Chicago                | (2) Fire de Chicago                | 1                    | 1                    |                      |                      |  |  |                                               |                                               |                                               |                                               |
|  | 23, 26 et 29 septembre      |                             |                             |                             | (2) Fire de Chicago                | (2) Fire de Chicago                | 1                    | 1                    |                      |                      |  |  |                                               |                                               |                                               |                                               |
|  |                             |                             | (3) Galaxy de Los Angeles   | (3) Galaxy de Los Angeles   | 7                                  | 7                                  |                      |                      |                      |                      |  |  |                                               |                                               |                                               |                                               |
|  | (3) Galaxy de Los Angeles   | (3) Galaxy de Los Angeles   | (3) Galaxy de Los Angeles   | (3) Galaxy de Los Angeles   | 7                                  | 7                                  | 4 (1)                | 4 (1)                |                      |                      |  |  |                                               |                                               |                                               |                                               |
|  | (3) Galaxy de Los Angeles   | (3) Galaxy de Los Angeles   |                             |                             |                                    |                                    |                      | 4 (1)                |                      |                      |  |  |                                               |                                               |                                               |                                               |
|  | (6) MetroStars              | (6) MetroStars              | 4 (0)                       | 4 (0)                       |                                    |                                    |                      |                      |                      |                      |  |  |                                               |                                               |                                               |                                               |
|  | (6) MetroStars              | (6) MetroStars              | 4 (0)                       | 4 (0)                       |                                    |                                    |                      |                      |                      |                      |  |  |                                               |                                               |                                               |                                               |
|  |                             |                             |                             |                             |                                    |                                    |                      |                      |                      |                      |  |  |                                               |                                               |                                               |                                               |

### Résultats

#### Quarts de finale
| 20 septembre 2001 | Fire de Chicago                                                                           | 2 - 0 | Burn de Dallas                                                                        |                                                                      |                                                                      |
|                   | Razov 14e · Bocanegra 28e · Bocanegra 40e · Gutiérrez 55e · Daniv 90+7e · Whitfield 90+8e |       | · 15e Pareja · 30e Rodríguez · 69e Kreis · 79e Graziani · 89e Martinez · 90+1e Jordan | Soldier Field, Chicago Spectateurs : 8 314 Arbitrage : Gus St. Silva | Soldier Field, Chicago Spectateurs : 8 314 Arbitrage : Gus St. Silva |
|                   | Rapport                                                                                   |       |                                                                                       | Soldier Field, Chicago Spectateurs : 8 314 Arbitrage : Gus St. Silva | Soldier Field, Chicago Spectateurs : 8 314 Arbitrage : Gus St. Silva |

| 23 septembre 2001 | Burn de Dallas                      | 1 - 1 a. p. | Fire de Chicago                                               |                                                                  |                                                                  |
|                   | Broome 5e · Deering 27e · Rhine 46e |             | · 26e Kovalenko · 56e Gutiérrez · 72e Vaudreuil · 84e Beasley | Cotton Bowl, Dallas Spectateurs : 17 149 Arbitrage : Kevin Stott | Cotton Bowl, Dallas Spectateurs : 17 149 Arbitrage : Kevin Stott |
|                   | Rapport                             |             |                                                               | Cotton Bowl, Dallas Spectateurs : 17 149 Arbitrage : Kevin Stott | Cotton Bowl, Dallas Spectateurs : 17 149 Arbitrage : Kevin Stott |

| 29 septembre 2001 | Fire de Chicago                                                                      | 2 - 0 | Burn de Dallas                                                                    |                                                                     |                                                                     |
|                   | Armas 7e · Kovalenko 17e · Gutiérrez 25e · Armas 55e · Bocanegra 74e · Vaudreuil 90e |       | · 30e Deering · 34e Graziani · 45+1e Broome · 68e Suarez · 73e Korol · 75e Pareja | Soldier Field, Chicago Spectateurs : 12 811 Arbitrage : Tim Weyland | Soldier Field, Chicago Spectateurs : 12 811 Arbitrage : Tim Weyland |
|                   | Rapport                                                                              |       |                                                                                   | Soldier Field, Chicago Spectateurs : 12 811 Arbitrage : Tim Weyland | Soldier Field, Chicago Spectateurs : 12 811 Arbitrage : Tim Weyland |

Chicago se qualifie sept points à un.
| 22 septembre 2001 | Crew de Columbus                  | 1 - 3 | Earthquakes de San José                              |                                                                                  |                                                                                  |
|                   | · Clark 24e · Warzycha 54e (pen.) |       | 5e Donovan · 19e Barrett · 31e Lagos · 45+1e Donovan | Columbus Crew Stadium, Columbus Spectateurs : 20 883 Arbitrage : Ricardo Salazar | Columbus Crew Stadium, Columbus Spectateurs : 20 883 Arbitrage : Ricardo Salazar |
|                   | Rapport                           |       |                                                      | Columbus Crew Stadium, Columbus Spectateurs : 20 883 Arbitrage : Ricardo Salazar | Columbus Crew Stadium, Columbus Spectateurs : 20 883 Arbitrage : Ricardo Salazar |

| 26 septembre 2001 | Earthquakes de San José               | 3 - 0 | Crew de Columbus                          |                                                                        |                                                                        |
|                   | Lagos 9e · Cerritos 68e · Donovan 76e |       | · 30e Warzycha · 61e Lapper · 90+1e Clark | Spartan Stadium, San José Spectateurs : 10 419 Arbitrage : Kevin Stott | Spartan Stadium, San José Spectateurs : 10 419 Arbitrage : Kevin Stott |
|                   | Rapport                               |       |                                           | Spartan Stadium, San José Spectateurs : 10 419 Arbitrage : Kevin Stott | Spartan Stadium, San José Spectateurs : 10 419 Arbitrage : Kevin Stott |

San José se qualifie six points à zéro.
| 22 septembre 2001 | Fusion de Miami                            | 2 - 0 | Wizards de Kansas City    |                                                                               |                                                                               |
|                   | Serna 28e · Rooney 50e · Pineda Chacón 53e |       | · 33e McKeon · 56e Gregor | Lockhart Stadium, Fort Lauderdale Spectateurs : 6 281 Arbitrage : Kevin Terry | Lockhart Stadium, Fort Lauderdale Spectateurs : 6 281 Arbitrage : Kevin Terry |
|                   | Rapport                                    |       |                           | Lockhart Stadium, Fort Lauderdale Spectateurs : 6 281 Arbitrage : Kevin Terry | Lockhart Stadium, Fort Lauderdale Spectateurs : 6 281 Arbitrage : Kevin Terry |

| 26 septembre 2001 | Wizards de Kansas City                                                               | 3 - 0 | Fusion de Miami                                     |                                                                          |                                                                          |
|                   | · Lowe 24e · McKeon 31e (pen.) · Lassiter 38e · Gomez 45+4e · Burns 60e · Vermes 80e |       | 4e Mastroeni · 30e Mastroeni · 41e Woan · 82e Serna | Arrowhead Stadium, Kansas City Spectateurs : 5 803 Arbitrage : Alex Prus | Arrowhead Stadium, Kansas City Spectateurs : 5 803 Arbitrage : Alex Prus |
|                   | Rapport                                                                              |       |                                                     | Arrowhead Stadium, Kansas City Spectateurs : 5 803 Arbitrage : Alex Prus | Arrowhead Stadium, Kansas City Spectateurs : 5 803 Arbitrage : Alex Prus |

| 29 septembre 2001 | Fusion de Miami                            | 2 - 1 | Wizards de Kansas City                          |                                                                                |                                                                                |
|                   | · Preki 14e · Alavanja 42e · Henderson 71e |       | 13e Lowe · 16e Lowe · 65e Burns · 90+1e Glasgow | Lockhart Stadium, Fort Lauderdale Spectateurs : 8 119 Arbitrage : Gerry Corrie | Lockhart Stadium, Fort Lauderdale Spectateurs : 8 119 Arbitrage : Gerry Corrie |
|                   | Rapport                                    |       |                                                 | Lockhart Stadium, Fort Lauderdale Spectateurs : 8 119 Arbitrage : Gerry Corrie | Lockhart Stadium, Fort Lauderdale Spectateurs : 8 119 Arbitrage : Gerry Corrie |

Miami se qualifie six points à trois.
| 23 septembre 2001 | Galaxy de Los Angeles           | 1 - 1 a. p. | MetroStars                                                                      |                                                                   |                                                                   |
|                   | · Caligiuri 63e · Caligiuri 83e |             | 7e Hernández · 29e Faria · 32e Valencia · 65e Gilmar · 90+1e Jolley · 92e Perez | Rose Bowl, Pasadena Spectateurs : 11 580 Arbitrage : Terry Vaughn | Rose Bowl, Pasadena Spectateurs : 11 580 Arbitrage : Terry Vaughn |
|                   | Rapport                         |             |                                                                                 | Rose Bowl, Pasadena Spectateurs : 11 580 Arbitrage : Terry Vaughn | Rose Bowl, Pasadena Spectateurs : 11 580 Arbitrage : Terry Vaughn |

| 26 septembre 2001 | MetroStars                                                     | 4 - 1 | Galaxy de Los Angeles                               |                                                                             |                                                                             |
|                   | · Petke 50e · Faria 72e · Chung 75e · Faria 80e · Valencia 83e |       | 4e Victorine · 22e Vanney · 48e Vanney · 48e Vanney | Giants Stadium, East Rutherford Spectateurs : 12 817 Arbitrage : Noel Kenny | Giants Stadium, East Rutherford Spectateurs : 12 817 Arbitrage : Noel Kenny |
|                   | Rapport                                                        |       |                                                     | Giants Stadium, East Rutherford Spectateurs : 12 817 Arbitrage : Noel Kenny | Giants Stadium, East Rutherford Spectateurs : 12 817 Arbitrage : Noel Kenny |

| 29 septembre 2001 | Galaxy de Los Angeles                                                  | 3 - 2 | MetroStars                                |                                                                    |                                                                    |
|                   | Victorine 21e · Victorine 33e · Cienfuegos 39e · Frye 56e · Califf 71e |       | · 49e Villegas · 55e Perez · 60e Villegas | Rose Bowl, Pasadena Spectateurs : 6 154 Arbitrage : Paul Tamberino | Rose Bowl, Pasadena Spectateurs : 6 154 Arbitrage : Paul Tamberino |
|                   | Rapport                                                                |       |                                           | Rose Bowl, Pasadena Spectateurs : 6 154 Arbitrage : Paul Tamberino | Rose Bowl, Pasadena Spectateurs : 6 154 Arbitrage : Paul Tamberino |

|  |                | 1 - 0 b.e.o. |
|  | Cienfuegos 98e |              |

Il y a quatre points partout à l'issue du troisième match. Los Angeles se qualifie lors de la prolongation en or à l'issue du troisième match.

#### Demi-finales
| 10 octobre 2001 | Fire de Chicago                           | 1 - 1 a. p. | Galaxy de Los Angeles                                      |                                                                     |                                                                     |
|                 | Wynalda 32e · Beasley 52e · Whitfield 60e |             | · 44e Hernández · 45e Hernández · 46e Frye · 94e Caligiuri | Soldier Field, Chicago Spectateurs : 10 388 Arbitrage : Kevin Stott | Soldier Field, Chicago Spectateurs : 10 388 Arbitrage : Kevin Stott |
|                 | Rapport                                   |             |                                                            | Soldier Field, Chicago Spectateurs : 10 388 Arbitrage : Kevin Stott | Soldier Field, Chicago Spectateurs : 10 388 Arbitrage : Kevin Stott |

| 13 octobre 2001 | Galaxy de Los Angeles     | 1 - 0 b.e.o. | Fire de Chicago                             |                                                                |                                                                |
|                 | · Jones 51e · Vagenas 94e |              | 29e Kovalenko · 36e C.J. Brown · 83e Marsch | Rose Bowl, Pasadena Spectateurs : 10 100 Arbitrage : Alex Prus | Rose Bowl, Pasadena Spectateurs : 10 100 Arbitrage : Alex Prus |
|                 | Rapport                   |              |                                             | Rose Bowl, Pasadena Spectateurs : 10 100 Arbitrage : Alex Prus | Rose Bowl, Pasadena Spectateurs : 10 100 Arbitrage : Alex Prus |

| 17 octobre 2001 | Fire de Chicago                                                             | 1 - 2 b.e.o. | Galaxy de Los Angeles                                      |                                                                      |                                                                      |
|                 | Beasley 30e · C.J. Brown 46e · Beasley 84e · Stoitchkov 84e · Bocanegra 87e |              | · 44e Califf · 46e Hernandez · 65e Vanney · 98e Cienfuegos | Soldier Field, Chicago Spectateurs : 13 444 Arbitrage : Gerry Corrie | Soldier Field, Chicago Spectateurs : 13 444 Arbitrage : Gerry Corrie |
|                 | Rapport                                                                     |              |                                                            | Soldier Field, Chicago Spectateurs : 13 444 Arbitrage : Gerry Corrie | Soldier Field, Chicago Spectateurs : 13 444 Arbitrage : Gerry Corrie |

Chicago se qualifie sept points à un.
| 10 octobre 2001 | Fusion de Miami                                       | 1 - 0 | Earthquakes de San José       |                                                                                  |                                                                                  |
|                 | McKinley 14e · Mastroeni 23e · Preki 53e · Torres 88e |       | · 15e Mulrooney · 19e Donovan | Lockhart Stadium, Fort Lauderdale Spectateurs : 9 236 Arbitrage : Paul Tamberino | Lockhart Stadium, Fort Lauderdale Spectateurs : 9 236 Arbitrage : Paul Tamberino |
|                 | Rapport                                               |       |                               | Lockhart Stadium, Fort Lauderdale Spectateurs : 9 236 Arbitrage : Paul Tamberino | Lockhart Stadium, Fort Lauderdale Spectateurs : 9 236 Arbitrage : Paul Tamberino |

| 14 octobre 2001 | Earthquakes de San José                                                                                                | 4 - 0 | Fusion de Miami                        |                                                                               |                                                                               |
|                 | Ibsen 6e · Donovan 16e · Ibsen 23e · Cerritos 26e · Agoos 27e · Donovan 54e · Russell 57e · Lagos 69e · De Rosario 89e |       | · 8e Rooney · 23e Serna · 74e McKinley | Spartan Stadium, San José Spectateurs : 16 119 Arbitrage : Ricardo Valenzuela | Spartan Stadium, San José Spectateurs : 16 119 Arbitrage : Ricardo Valenzuela |
|                 | Rapport |       |                                        | Spartan Stadium, San José Spectateurs : 16 119 Arbitrage : Ricardo Valenzuela | Spartan Stadium, San José Spectateurs : 16 119 Arbitrage : Ricardo Valenzuela |

| 17 octobre 2001 | Fusion de Miami                        | 0 - 1 b.e.o. | Earthquakes de San José               |                                                                                |                                                                                |
|                 | · Bishop 29e · Bishop 82e · Rooney 92e |              | 26e Conrad · 90e Corrales · 94e Dayak | Lockhart Stadium, Fort Lauderdale Spectateurs : 11 242 Arbitrage : Kevin Terry | Lockhart Stadium, Fort Lauderdale Spectateurs : 11 242 Arbitrage : Kevin Terry |
|                 | Rapport                                |              |                                       | Lockhart Stadium, Fort Lauderdale Spectateurs : 11 242 Arbitrage : Kevin Terry | Lockhart Stadium, Fort Lauderdale Spectateurs : 11 242 Arbitrage : Kevin Terry |

San José se qualifie six points à trois.

#### MLS Cup 2001
| 21 octobre 2001 | Galaxy de Los Angeles                      | 1 - 2 b.e.o. | Earthquakes de San José                                               | Columbus Crew Stadium, Columbus              |                                              |
|                 | Hernández 21e · Caligiuri 48e · Califf 76e |              | · 28e Conrad · 43e Donovan · 78e Ekelund · 83e Ibsen · 96e De Rosario | Spectateurs : 21 626 Arbitrage : Kevin Stott | Spectateurs : 21 626 Arbitrage : Kevin Stott |
|                 | Rapport                                    |              |                                                                       | Spectateurs : 21 626 Arbitrage : Kevin Stott | Spectateurs : 21 626 Arbitrage : Kevin Stott |

## Leaders statistiques (saison régulière)

### Classement des buteurs (MLS Scoring Champion)
Le classement des buteurs se calcule de la manière suivante : 2 points pour un but et 1 point pour une passe.
| Rang | Joueur                | Club                    | Buts | Passes | Points |
| ---- | --------------------- | ----------------------- | ---- | ------ | ------ |
| 1    | Alex Pineda Chacón    | Fusion de Miami         | 19   | 9      | 47     |
| 2    | Diego Serna           | Fusion de Miami         | 15   | 15     | 45     |
| 3    | John Spencer          | Rapids du Colorado      | 14   | 7      | 35     |
| 4    | Jeff Cunningham       | Crew de Columbus        | 10   | 13     | 33     |
| 5    | John Wilmar Pérez     | Crew de Columbus        | 8    | 15     | 31     |
| 6    | Preki                 | Fusion de Miami         | 8    | 14     | 30     |
| 6    | Ariel Graziani        | Burn de Dallas          | 11   | 8      | 30     |
| 8    | Abdul Thompson Conteh | D.C. United             | 14   | 1      | 29     |
| 9    | Ronald Cerritos       | Earthquakes de San José | 11   | 6      | 28     |
| 10   | Eric Wynalda          | Fire de Chicago         | 10   | 5      | 25     |

### Classement des passeurs
| Rang | Joueur            | Club                  | Passes |
| ---- | ----------------- | --------------------- | ------ |
| 1    | Diego Serna       | Fusion de Miami       | 15     |
| 1    | John Wilmar Pérez | Crew de Columbus      | 15     |
| 3    | Preki             | Fusion de Miami       | 14     |
| 4    | Jeff Cunningham   | Crew de Columbus      | 13     |
| 4    | Ian Bishop        | Fusion de Miami       | 13     |
| 6    | Marco Etcheverry  | D.C. United           | 12     |
| 6    | Oscar Pareja      | Burn de Dallas        | 12     |
| 8    | Ross Paule        | MetroStars            | 11     |
| 8    | Simon Elliott     | Galaxy de Los Angeles | 11     |

### Classement des gardiens
Il faut avoir joué au moins 1000 minutes pour être classé. Les statistiques sont faites seulement sur les matchs où les gardiens sont titulaires. 
| Rang | Gardien       | Club                    | MJ | MIN  | BE | BE/M |
| ---- | ------------- | ----------------------- | -- | ---- | -- | ---- |
| 1    | Zach Thornton | Fire de Chicago         | 27 | 2496 | 30 | 1.08 |
| 2    | Joe Cannon    | Earthquakes de San José | 25 | 2306 | 28 | 1.09 |
| 3    | Kevin Hartman | Galaxy de Los Angeles   | 11 | 1007 | 14 | 1.25 |
| 4    | Nick Rimando  | Fusion de Miami         | 25 | 2300 | 33 | 1.29 |
| 5    | Tim Howard    | MetroStars              | 26 | 2370 | 35 | 1.33 |
| 6    | Tom Presthus  | Crew de Columbus        | 25 | 2309 | 35 | 1.36 |
| 7    | Matt Reis     | Galaxy de Los Angeles   | 15 | 1396 | 22 | 1.42 |
| 8    | Tony Meola    | Wizards de Kansas City  | 17 | 1534 | 28 | 1.64 |
| 9    | Matt Jordan   | Burn de Dallas          | 26 | 2388 | 45 | 1.70 |
| 10   | Mike Ammann   | MetroStars              | 19 | 1739 | 38 | 1.97 |

## Récompenses individuelles

### Récompenses annuelles
| Trophée                            | Joueur                         | Club                    |
| ---------------------------------- | ------------------------------ | ----------------------- |
| Meilleur joueur (saison régulière) | Alex Pineda Chacón             | Fusion de Miami         |
| Meilleur joueur (finale MLS)       | Dwayne De Rosario              | Earthquakes de San José |
| Meilleur buteur                    | Alex Pineda Chacón (47 Points) | Fusion de Miami         |
| Meilleur défenseur                 | Jeff Agoos                     | Earthquakes de San José |
| Meilleur gardien                   | Tim Howard                     | MetroStars              |
| Meilleur rookie                    | Rodrigo Faria                  | MetroStars              |
| Meilleur entraîneur                | Frank Yallop                   | Earthquakes de San José |
| Meilleur come-back                 | Troy Dayak                     | Earthquakes de San José |
| Meilleur arbitre                   | Paul Tamberino                 |                         |
| Meilleur but                       | Clint Mathis                   | MetroStars              |
| Action de l'année                  | Tim Howard                     | MetroStars              |
| Trophée du fair-play (joueur)      | Alex Pineda Chacón             | Fusion de Miami         |
| Trophée du fair-play (équipe)      |                                | Earthquakes de San José |
| Action humanitaire de l'année      | Tim Howard                     | MetroStars              |

### Joueur du mois
| Mois    | Joueur             | Club             |
| ------- | ------------------ | ---------------- |
| Avril   | Alex Pineda Chacón | Fusion de Miami  |
| Mai     | Clint Mathis       | MetroStars       |
| Juin    | Diego Serna        | Fusion de Miami  |
| Juillet | Hristo Stoitchkov  | Fire de Chicago  |
| Août    | Brian Maisonneuve  | Crew de Columbus |

### Joueur de la semaine
Il n'y a pas de joueur désigné en semaine 17 pour cause de MLS All-Star Game.
| Semaine    | Joueur             | Club                                 |
| ---------- | ------------------ | ------------------------------------ |
| Semaine 1  | Alex Pineda Chacón | Fusion de Miami                      |
| Semaine 2  | Chris Klein        | Wizards de Kansas City               |
| Semaine 3  | Chris Brown        | Wizards de Kansas City               |
| Semaine 4  | Cobi Jones         | Galaxy de Los Angeles                |
| Semaine 5  | Clint Mathis       | MetroStars                           |
| Semaine 6  | Mamadou Diallo     | Mutiny de Tampa Bay                  |
| Semaine 7  | Catê               | Revolution de la Nouvelle-Angleterre |
| Semaine 8  | Nick Rimando       | Fusion de Miami                      |
| Semaine 9  | Diego Serna        | Fusion de Miami                      |
| Semaine 10 | Alex Pineda Chacón | Fusion de Miami                      |
| Semaine 11 | Dante Washington   | Crew de Columbus                     |
| Semaine 12 | Eric Quill         | Mutiny de Tampa Bay                  |
| Semaine 13 | Preki              | Fusion de Miami                      |
| Semaine 14 | John Spencer       | Rapids du Colorado                   |
| Semaine 15 | Santino Quaranta   | D.C. United                          |
| Semaine 16 | Paul Bravo         | Rapids du Colorado                   |
| Semaine 18 | Adin Brown         | Mutiny de Tampa Bay                  |
| Semaine 19 | Landon Donovan     | Earthquakes de San José              |
| Semaine 20 | Alex Pineda Chacón | Fusion de Miami                      |
| Semaine 21 | DaMarcus Beasley   | Fire de Chicago                      |
| Semaine 22 | Ronald Cerritos    | Earthquakes de San José              |
| Semaine 23 | Alex Pineda Chacón | Fusion de Miami                      |

## Bilan
| Major League Soccer 2001                                     |                                     |
| Champion                                                     | Earthquakes de San José (1er titre) |
| Play-offs                                                    | Fusion de Miami                     |
| Play-offs                                                    | Fire de Chicago                     |
| Play-offs                                                    | Galaxy de Los Angeles               |
| Play-offs                                                    | Crew de Columbus                    |
| Play-offs                                                    | Earthquakes de San José             |
| Play-offs                                                    | MetroStars                          |
| Play-offs                                                    | Burn de Dallas                      |
| Play-offs                                                    | Wizards de Kansas City              |
| Coupes et trophées                                           |                                     |
| Vainqueur de la Coupe des États-Unis 2001                    | Galaxy de Los Angeles               |
| Qualifications continentales                                 |                                     |
| Coupe des champions de la CONCACAF 2002 (huitième de finale) | Earthquakes de San José             |
| Coupe des champions de la CONCACAF 2002 (huitième de finale) | D.C. United                         |